# La Guitarra, Chihuahua
La Guitarra är en ort i Mexiko.   Den ligger i kommunen Guachochi och delstaten Chihuahua, i den nordvästra delen av landet, 1 200 km nordväst om huvudstaden Mexico City. La Guitarra ligger 2 127 meter över havet och antalet invånare är 250.
Terrängen runt La Guitarra är kuperad åt sydväst, men åt nordost är den platt. La Guitarra ligger nere i en dal. Runt La Guitarra är det mycket glesbefolkat, med 6 invånare per kvadratkilometer. La Guitarra är det största samhället i trakten. I omgivningarna runt La Guitarra växer huvudsakligen savannskog.